# Elacatis bengalensis
Elacatis bengalensis es una especie de coleóptero de la familia Salpingidae.

## Distribución geográfica
Habita en la India.